# 聖胡安特佩松特斯
聖胡安特佩松特斯（西班牙語：San Juan Tepezontes），是薩爾瓦多的城鎮，位於該國南部，由拉巴斯省負責管轄，面積17.92平方公里，海拔高度723米，2007年人口3,630，人口密度每平方公里202.57人。
13°37′N 89°01′W / 13.617°N 89.017°W